# Aphrodite (film)
Pour les articles homonymes, voir Aphrodite.
Pour plus de détails, voir Fiche technique et Distribution.
Aphrodite est un film érotique soft franco-britannicco-helvéto-allemand réalisé par Robert Fuest, sorti en 1982.
Le film est présenté comme une adaptation du roman de Pierre Louÿs, Aphrodite, paru en 1896. Il présente en fait très peu de rapport avec le roman.

## Synopsis
Ce film, dont l'histoire se passe avant la Première Guerre mondiale, a pour fil directeur le vol d'un plan militaire secret.
Dans le film, des personnages du début du XXe siècle s'amusent à jouer des scènes inspirées du roman de Pierre Louÿs, qui lui se déroule dans l'Antiquité. Les acteurs alternent les costumes du XXe siècle et de l'Antiquité.

## Fiche technique
- Titre original : Aphrodite
- Réalisation : Robert Fuest
- Scénario : Jean Ardy, John Melson, librement inspiré du roman de Pierre Louÿs Aphrodite
- Production : Adolphe Viezzi
- Sociétés de production : Almira Films, Carlton Film Export, Les Films de la Tour
- Musique : Jean-Pierre Stora
- Autres misiques: Antonín Dvořák, Gustav Mahler, Rimski-Korsakov, César Franck[2]
- Photographie : Bernard Daillencourt
- Montage : Noëlle Balenci
- Décors : Gérard Viard
- Pays de production :  France /  Royaume-Uni /  Allemagne de l'Ouest /  Suisse
- Genre : érotique, drame
- Durée : 88 minutes
- Format : Couleur
- Date de sortie : 
  - France : 7 juillet 1982
  - Allemagne : février 1990

## Distribution
- Horst Buchholz : Harry Laird
- Valérie Kaprisky : Pauline
- Delia Boccardo : Barbara
- Capucine : Lady Suzanne Stanford
- Catherine Jourdan : Valerie
- Yves Massard : Baron Orloff
- Daniel Beretta : Mark
- Robert Fuest